# Habrotrocha lata
Habrotrocha lata är en hjuldjursart som först beskrevs av David Bryce 1892.  Habrotrocha lata ingår i släktet Habrotrocha och familjen Habrotrochidae. Arten är reproducerande i Sverige.

## Underarter
Arten delas in i följande underarter:
- H. l. lata
- H. l. lens
- H. l. paxi
- H. l. progonidia